# 日本大王国志

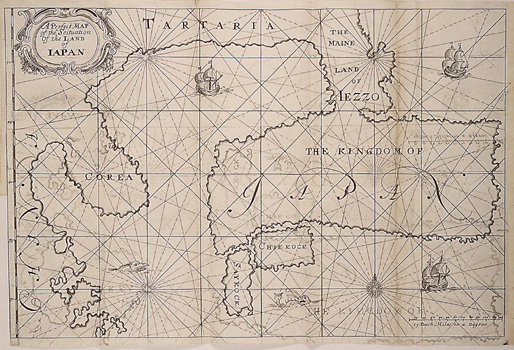
日本大王国志に掲載された、カロンの発言に基づいた日本地図。カロンは日本大王国志の中で、蝦夷地は探検が十分でなく、島か半島か不明であり、津軽海峡は大きな入り江であると書いている。地図は1661年の単行本出版の際に作製されたものだが、その根拠は1636年のカロンの知識である。

『日本大王国志』（にほんだいおうこくし、蘭：Beschryvinghe van het machtigh koningryk Japan、英：A True Description of the Mighty Kingdoms of Japan）とは、フランソワ・カロンが執筆した書物。1620年～1640年に平戸のオランダ商館に勤務したカロンが、1636年にバタヴィア商務総監のフィリプス・ルカスの質問に対した回答が元になっている。

## 概要
カロンは、料理人として1619年に平戸のオランダ商館に着任した。その直後に、日本人女性と結婚し、6人の子供をもうけ 、日本語に熟達した。1627年には、通訳として参府している。1626年には商館助手に昇進し、1633年4月9日には次席（ヘルト）となり、1636年2月には館長代理となった。
館長代理時代、バタヴィア商務総監のフィリプス・ルカスから日本の事情に関する報告を書くように要請されたが、一般的記事を書くことは断り、1636年にルカスの質問31問に回答する形で執筆された。カロンは本書が出版されることを想定していなかったが、1645年に『オランダ東インド会社の創建ならびに発展誌』の巻末に添付され、翌年には再版が出版された。さらに1661年にはカロン自身が校正を加え、さらに挿絵を付け加えた上で1661年に単行本として出版された。オランダ語版に加えて、英語版、ドイツ語版、フランス語版、イタリア語版、ラテン語版、スウェーデン語版が出版された。

## 質問内容
1. 日本国の大きさ、日本は島国か
2. 如何に多くの州を含むか
3. 日本における最上支配者の特質と権力
4. 将軍の住居、地位、行列
5. 兵士の数と武器
6. 幕閣およびその権力
7. 大名とその勢力
8. 大名の収入とその源泉
9. 処刑の方法
10. 何が重罪に相当するか
11. 住民の信じる宗教
12. 寺院
13. 僧侶
14. 宗派
15. キリシタンの迫害
16. 家屋、建具
17. 来客の接待
18. 結婚生活
19. 子供の教育
20. 遺言が無い場合の相続
21. 日本人は信用できるか
22. 貿易および貿易従事者
23. 内地商業および外国航海
24. 商業の利益
25. 外国との交際
26. 日本の物産
27. 貨幣および度量衡
28. 鳥獣類
29. 鉱泉
30. 将軍への謁見
31. 言語、写字、計算方法、子孫に歴史を公開するか

## 参考資料
- フランソワ・カロン『日本大王国志』 幸田成友訳著、平凡社東洋文庫、ワイド版2007。ISBN 978-4-256-80090-4